# Barjanski okarček
Barjanski okarček (znanstveno ime Coenonympha oedippus) je dnevni metulj iz družine pisančkov, razširjen preko Srednje in Vzhodne Evrope prek Srednje Azije do Japonske.

## Opis
Zgornja stran kril je monotone temnorjave barve, s po dvema ali tremi slabo vidnimi črnimi očesci na zadnjem paru. Prepoznavni znak tega metulja je vzorec na spodnji strani kril, z vrsto vpadljivih črnih očesc blizu zadnjega roba, ki imajo rumenkasto obrobo in srebrno jedro. Dodatno očesce je blizu sprednjega roba zadnjega krila. Osnovna barva spodnje strani kril je rumenorjava, vzdolž notranjega roba vrste očesc pa poteka svetla lisa, vendar ta pri samcih običajno manjka. Tudi sicer je vzorec variabilen, med osebki se razlikuje število očesc in njihova velikost.

## Ekologija
Barjanski okarček je vrsta nižinskih mokrotnih travnikov, barij in step. V majhnem delu areala, ki obsega severovzhod Italije, slovensko Primorje in hrvaški del Istre, pa se pojavlja drug ekološki »tip«, ki namesto tega uspeva na zaraščajočih se suhih traviščih. Je šibak letalec, zato se večinoma zadržuje v svojem primarnem habitatu ali v neposredni bližini.
Gosenice se prehranjujejo s travami in šaši. Posebnost barjanskega okarčka je, da samice ne iščejo posebej gostiteljskih rastlin za odlaganje jajčec, temveč je pomembno le, da zaznajo dovoljšnje pokritje v bližnji okolici. Na leto se razvije samo ena generacija (vrsta je univoltina). Ličinke opravijo del razvoja do jeseni in prezimijo v šopih trave, kjer se nato zabubijo, odrasli pa se pojavijo junija ali julija, odvisno od lokalnih razmer.

## Ogroženost in varstvo
Kljub široki razprostranjenosti je ta metulj v Evropi močno ogrožen zaradi uničevanja primernih habitatov na eni in opuščanja ekstenzivnih travnikov na drugi strani, tveganje pa povečujejo tudi klimatske spremembe. Zdaj je eden najredkejših evropskih metuljev. Površine, kjer živi, predstavljajo manj kot 4 % ozemlja Evrope, lokalno pa je že izumrl v Nemčiji, Švici, Bolgariji in na Slovaškem. Zato je uvrščen v prilogi 2 in 4 evropske direktive o habitatih ter v prilogo 2 bernske konvencije o ohranjanju evropskega živalstva in habitatov, ki opredeljujejo strogo varovane živalske vrste, katerih habitate morajo podpisnice posebej varovati. Vzhodno od Urala je razmeroma pogost, tamkajšnje populacije se obravnavajo kot ločena podvrsta.
V Sloveniji je vrsta razširjena v Goriških brdih, Trnovskem gozdu, delu doline Soče in na skrajnem jugozahodu države, kjer poseljuje suha, zaraščajoča se travišča, in je zelo redek. Ekološki »tip«, ki poseljuje vlažne habitate, pa je razširjen po delu Ljubljanskega barja. Posebej je ogrožena slednja populacija, zaradi neustreznih kmetijskih subvencij, ki pospešujejo intenzivnejše gojenje travnikov. Povezava se je posebej očitno pokazala po izrazito deževnem poletju 2014, ko lastniki zemljišč zaradi namočenosti tal niso mogli strojno kositi. Naslednje leto so raziskovalci na osrednjem delu areala te populacije zabeležili trikrat toliko odraslih osebkov kot leto prej. Za Slovenijo je barjanski okarček kvalifikacijska vrsta za območja Natura 2000 Lijak, Črna dolina pri Grosuplju, Kras, Ljubljansko barje, Stržene luže, Slovenska Istra, Duplica, Kožbana, Goriška Brda in Vrhoveljska planina.